# Oreocallis davisiae
Oreocallis davisiae là một loài thực vật có hoa trong họ Thạch nam. Loài này được (Torr. ex A. Gray) Small mô tả khoa học đầu tiên năm 1914.